# Матейко Любомир Михайлович
Любоми́р Миха́йлович Мате́йко (нар. 21 травня 1969, Скопівка Коломийський район Івано-Франківська область) — український музикант (скрипаль). Народний артист України (2019).

## Життєпис
1984 року закінчив Коломийську середню школу № 1 з відзнакою.
1977—1984 — навчання в дитячій музичній школі № 1 (клас скрипки, викладач Лехник Л. В.)
1984—1988 — навчання у Чернівецькому державному музичному училищі ім. Воробкевича (клас скрипки, викладач Павлов О. І.). Виступав на сцені Чернівецької обласної філармонії, а також на сцені Драмтеатру ім. М. Заньковецької.
1988—1990 — артист оркестру Заслуженого Буковинського ансамблю пісні і танцю Чернівецької обласної філармонії.
1990—1993 — артист-інструменталіст вищої категорії фольклорно-етнографічного ансамблю «Калина» Укрконцерту.
1994—2001 — навчання в Національній музичній академії України ім. П. І. Чайковського (клас скрипки, викладачі: професор Горохов О. М., доцент Козін В. В.).
1994—1995 — соліст-інструменталіст вищої категорії ансамблю «Віртуози фолку» Київконцерту.
Від 1995 — головний диригент, художній керівник, соліст-скрипаль та аранжувальник, співзасновник Київського ансамблю української музики «Дніпро».

## Нагороди
- Лауреат кількох обласних та республіканських фестивалів і конкурсів молодих виконавців
- Заслужений артист України (30 листопада 2005)[3]
- Народний артист України (26 березня 2019) — за вагомий особистий внесок у розвиток національної культури і театрального мистецтва, значні творчі здобутки та високу професійну майстерність[4]